# Bierstreit

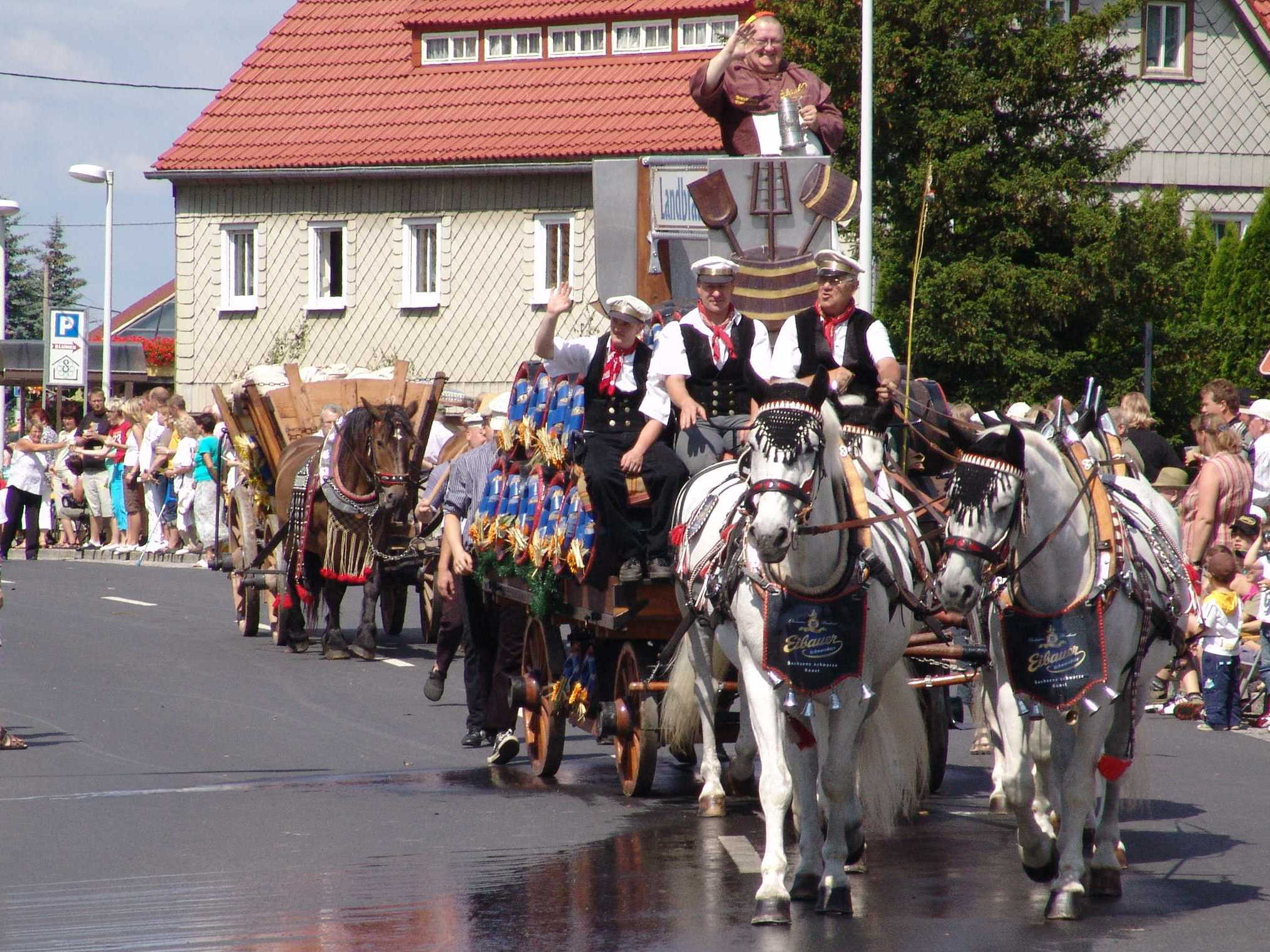
Eibauer Bierzug zur Erinnerung an den Bierkrieg zwischen Görlitz und Zittau 1490 bis 1491

Postkarte zur Erinnerung an den Bamberger Bierkrieg 1907

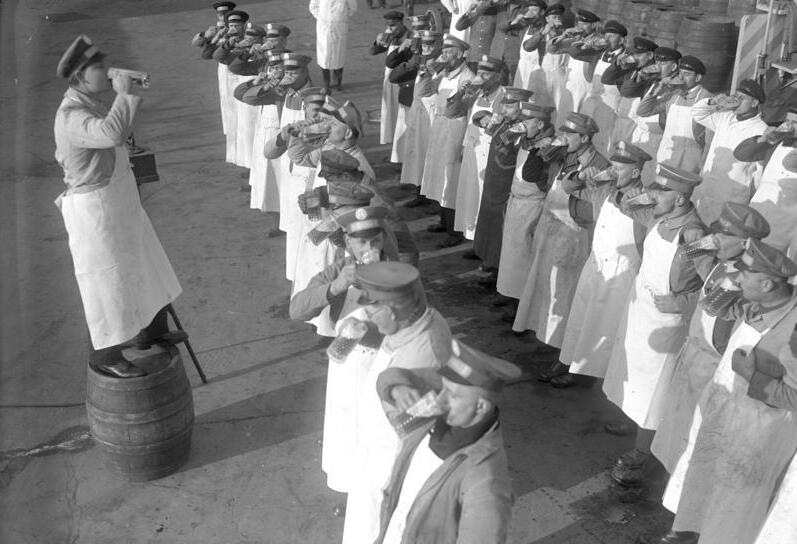
Ende des Berliner Bierstreiks 1932

Als Bierstreit oder auch Bierboykott, Bierfehde, Bierkrawall, Bierkrieg und Bierstreik werden Auseinandersetzungen bezeichnet, die den Preis, die Biersteuer oder andere Aspekte beim Vertrieb und Konsum von Bier betreffen und zum Boykott oder zur Arbeitsniederlegung führen. Dabei wird Bier häufig als Nahrungsmittel und nicht nur als Genussmittel verstanden. Im Mittelalter führten solche Konflikte auch zu kämpferischen Auseinandersetzungen.

## Beispiele
Als Beispiele dienen unter anderem:
- Der Breslauer Bierkrieg von Weihnachten 1380 bis Frühjahr 1382 zwischen der Stadt Breslau und dem böhmischen Landesherrn König Wenzel IV. einerseits und den Herzögen von Liegnitz bzw. dem Breslauer Domkapitel andererseits, dessen Kapitelgüter 1381 von der königlichen Soldateska geplündert wurden.
- Die Hildesheimer Bierfehde von 1481 bis 1486 wurde ausgelöst, als der Hildesheimer Bischof Berthold II. von Landsberg seine finanziellen Probleme auch durch eine Getränkesteuer auf jedes Fass Bier beheben wollte. Ab September 1484 kam es dabei zu bewaffneten Konflikten.[1]
- In den Jahren 1490 bis 1491 kam es zum Streit zwischen Görlitz und Zittau, dem Bierkrieg zwischen Görlitz und Zittau. An diese Streitigkeiten erinnert der Eibauer Bierzug (→ Bierstreit (Oberlausitz)).
- Im Jahre 1510 kam es zu einem Streit um Brauereirechte zwischen Ebermannstadt und Pretzfeld.
- Im ersten Drittel des 16. Jahrhunderts kam es im Radebeuler Stadtteil Zitzschewig zum Zitzschewiger Bierstreit zwischen dem Rat zu Dresden und dem Meißner Bischof, zu dessen Beilegung Herzog Georg der Bärtige beitrug.
- Der Chemnitzer Bierkrawall 1524: Belege eines Gewohnheitsrechts, das nur Chemnitzer Bürgern das Brauen und den Ausschank von Bier erlaubt, gibt es schon für 1331. Auch die Ereignisse von 1524 stehen im Kontext der Konflikte um diese Rechte.[2]
- Als 1588 trotz Meilenrecht der Budweiser Brauberechtigten die nur 5 km entfernte, junge Bergstadt Rudolfstadt eine Brauerei in Betrieb nahm, entbrannte der Streit zwischen den beiden Städten. Die Budweiser, die bereits 1464 und 1525 ihre Rechte mit Waffen verteidigt hatten, bereiteten dem Streit 1619 mit einer Plünderung des Nachbarortes ein Ende.[3]
- 1778 kam es zum Bierkrieg zwischen Naila und Selbitz, als sich Einwohner von Selbitz gegen Bierlieferungen aus Naila wehrten.
- Im März 1844 kam es zur Münchner Bierrevolution.
- Beim Lager Beer Riot am 21. April 1855 rebellierten irisch- und mehrheitlich deutschstämmige Einwanderer in Chicago, nachdem Bürgermeister Levi Boone eine Erhöhung der Schanklizenzen auf 300 US-Dollar durchsetzen wollte. Mindestens ein Demonstrant starb. Ein Polizist verlor einen Arm. Der Aufstand endete mit einer Absenkung der Schankgebühr durch den Stadtrat.[4] Der Aufstand gilt bezüglich seiner Organisationsstruktur als Vorstufe der den Ersten Mai begründenden Haymarket Riots und führte zur formalen Gründung des Chicago Police Departments.[5]
- Im November 1866 kam es in Bochum zum allgemeinen Bierstreik, weil der Ausschankpreis von 1 auf 1¼ Silbergroschen pro 0,5 Liter angehoben werden sollte.[6]
- 1866 kam es während eines Würzburger Bierkrawalles auch zu antijüdischen Ausschreitungen.[7][8]
- Auslöser des Frankfurter Bierkrawalls war die Erhöhung des Bierpreises von 4 Kreuzer (1 Batzen) auf 4½ Kreuzer durch die Frankfurter Brauereigaststätten zum 1. April 1873, woraus sich am 21. April 1873 die folgenschwersten sozialen Unruhen zwischen den Revolutionen von 1848 und 1918 in Frankfurt am Main ergaben.
- Der Göttinger Bierkrawall des Jahres 1881 betraf einen Konflikt der Königlich Preußischen Polizei mit Einwohnern und Studentenschaft der Stadt Göttingen um die Durchsetzung der Sperrstunde. Mit Inkrafttreten der Polizeiverordnung am 15. Mai 1881 kam es zu drei Tage andauernden nächtlichen Unruhen und rund 300 Festnahmen.[9]
- Der Berliner Bierboykott ereignete sich 1894 und wurde nach achtmonatiger Dauer mit einem Kompromiss aufgehoben.[10][11][12]
- Im Oktober 1895 kam es in Münster zu einem siebentägigen Streit um die Sperrstunde, den Münsterischen Bierkrieg.
- Im Jahre 1907 führte der Versuch der Bamberger Brauereien, den Preis für 0,5 Liter Bier von 11 auf 12 Pfennig zu erhöhen, zum Bamberger Bierkrieg.
- Im April 1910 führte eine ungerechtfertigte Bierpreiserhöhung während des Wiederaufbaus nach dem Stadtbrand von Donaueschingen 1908 zu einem Bierstreik und Boykott, der erst im Mai durch einen Kompromiss mit moderater Preiserhöhung beigelegt wurde.[13]
- Aufgrund einer Bierpreiserhöhung um 2 Pfennig kam es 1910 zum Dorfener Bierkrieg.
- Am 11. Februar 1932 trat in Hamburg die Mehrzahl der Gastwirte in einen Bierstreik, um gegen die staatlich verordnete Senkung der Bierpreise zu protestieren. Der Streik dauerte drei Wochen.
- Am 25. Februar 1932 trat die Mehrheit der etwa 12.000 Gastwirte in Berlin in den Bierstreik, um die Senkung der etwa 20 Reichsmark pro Hektoliter betragenden Biersteuer um 5 RM zu erreichen.
- Im März 1960 legten 7.500 Arbeiter der Maxhütte in Sulzbach-Rosenberg ihre Arbeit nieder (Bier-Streik), als die Unternehmensleitung aus Gründen der Arbeitssicherheit den Bierkonsum einschränken wollte. Der Ende des Streiks erfolgte 32 Stunden später, als der bayerische Arbeitsminister Walter Stain unter den Parteien vermittelt hatte.[14]
- Im August 2020 riefen queere Organisationen in Deutschland und Polen zum Boykott der Asahi-Gruppe und Marken wie Tyskie auf. Ein polnisches Tochterunternehmen hatte zuvor eine Gala der Wochenzeitung Gazeta Polska gesponsert, die der stark konservativen Regierungspartei Recht und Gerechtigkeit (PiS) nahesteht.[15]

Bedeutende Rechtsstreitigkeiten (ohne Streiks oder körperliche Gewaltanwendungen):
- Budweiser-Streit, ein seit 1907 noch andauernder Namensstreit um eine Biersorte.
- Der Europäische Bierkrieg bezeichnet Auseinandersetzungen zwischen der Bundesregierung und der EU um das Reinheitsgebot, die von 1958 bis 1997 reichten.[16]
- 2005 wurde ein seit 1993 bestehender Rechtsstreit um den Namen eines bestimmten Bieres beendet, der Brandenburger Bierkrieg.

## Sonstiges
- Bierkrieg lautete der Titel eines Fernsehkrimis der Tatort-Serie des Regisseurs Wolfgang Panzer aus dem Jahr 1997.